# Höfen (Königsdorf)
Höfen ist ein Gemeindeteil von Königsdorf im oberbayerischen Landkreis Bad Tölz-Wolfratshausen. Das Dorf liegt circa drei Kilometer südlich von Königsdorf.

## Baudenkmäler
- Kapelle, erbaut Ende des 19. Jahrhunderts